# غلاية بخار كهربائية

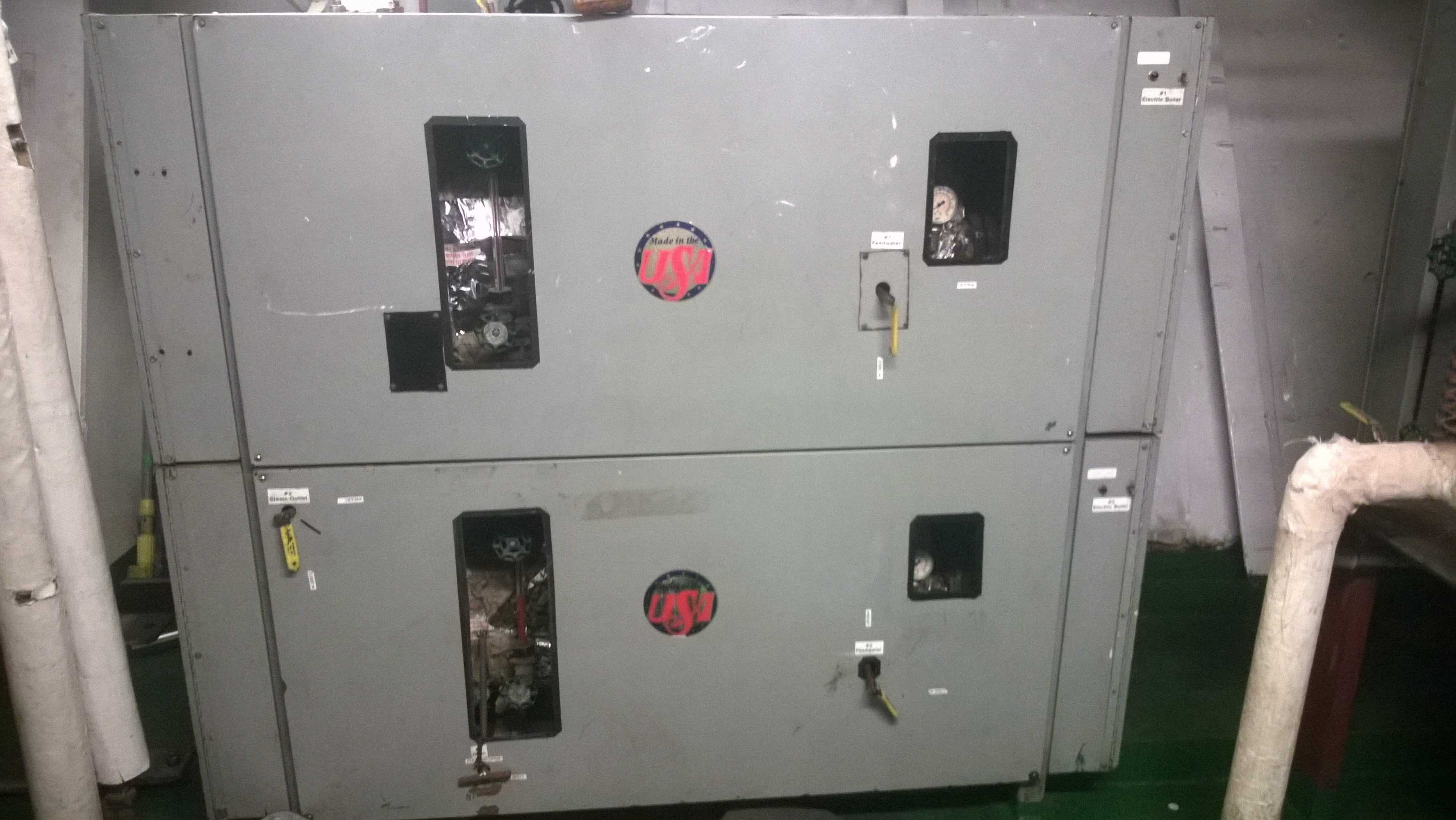
غلاية بخار كهربية.

غلاية البخار الكهربية هي نوع من أنواع الغلايات حيث يتم إنتاج البخار بالكهرباء دون استخدام الوقود. هذه الغلايات تستخدم لإنتاج البخار لأغراض العمليات في أماكن عديدة مثل مغاسل الملابس، مصانع الأغذية والمستشفيات. على الرغم من أن تكلفة تشغيلها عالية بالمقارنة مع غلايات الوقود ولكنا شائعة نتيجة لبساطتها وسهولة استخدامها. يتم تشغيلها باستخدام مصدر كهربى ثلاثى الأطوار وذلك لأنها تحتاج لتيار عالي. يتم تحويل الطاقة الكهربية إلى طاقة حرارية بكفاءة 100% ولكن الكفاءة الحراية الكلية متغيرة اعتمادا على كفاءة توليد الكهرباء.

## إنتاج البخار بواسطة غلاية كهربية
عملية إنتاج البخار بواسطة غلاية كهربية بسيطة جدا. تمر الكهرباء من خلال مقاومة لإنتاج حرارة خلالها. تمر المياه القادمة من النظام أو الخزان بجوار المصدر الساخن في أنبوب أو خزان فيتم تسخينها لدرجة حرارة مناسبة. ثم تسخين الماء بشكل كافي لكي تغلي وتصبح بخار مشبع. ينتقل البخار المشبع إلى المكان الذي يتم استخدامه عبر أنابيب والتي تخرج من جسم الغلاية.

## المميزات
يعتقد الخبراء الذين يتعاملون مع الغلايات يوميا بان الغلاية الكهربية أفضل من غلاية الوقود خاصة انها أرخص وصديقة البيئة. كما أنها تحتاج إلى معدات أقل لتركبيها مما يقلل من تكاليف التركيب. يمكن تركيبها في المساحات الضيقة وذلك لقلة الأجزاء المطلوب تركيبها والتي تحتاجها الغلاية المستعملة للوقود.

### سلامة التشغيل
تحتاج غلاية الوقود إلى العديد من الأجزاء لكى تعمل بشكل صحيح. أما غلاية الكهرباء فهي أكثر بساطة لأنها لا تحتاج إلى أشكال معقدة من التبادل الحرارى. الغلاية الكهربية لا تحوى على العديد من الأخطار المحتملة مع غلاية الوقود. كما أن صيانتها أسهل لأنها لا تحتاج إلى تغير انابيب كما في غلاية الوقود نتيجة الدخان والوقود المتبقي.

### فوائد آخرى
بعض من المميزات الأخرى التي يجب أخذها في الاعتبار وهي أنها دائمة وذلك لقلة تكلفة صيانتها وتبعيتها للقوانين لأنها غير مضرة للبيئة. 

### الأستدامة
الغلايات الكهربية أكثر استمرارية عن الأخرى لانها لا تحتاج إلى إدخال طاقة عالية التشغيل الجيد. وهذا لأن الفقد في الطاقة ليس بالكثير عند انتقال الحرارة من الملف التخسين إلى الماء والذي لا يحدث في الغلايات الأخرى حيث يوجد فقد كبير في الحرارة المنتقلة. الغلايات الكهربية أكثر انتشارا من الأخرى ووخصوصا في التطبيقات الصغيرة وذلك لأنها صديقة للبيئة.

## العيوب
يرفض البعض استخدام هذه الغلايات لعدة عوامل. منها انه لا بد من توفير مصدر لإنتاج الكهرباء. كما أن استخدام الكهرباء ليس بالمجان ويتطلب أيضا تعامل جيد مع الكهرباء لكى تعمل بكفاءة وقدرة عالية. عند إنتاج الكهرابء فإن العديد من الملوثات تنطلق ما يحدث عند استخدام غلاية الوقود إذا لم يكن أكثر منها ومع زيادة سعر الكهرباء المتوقع فإن استخدام غلاية الكهرباء سيكون تمنه كبير. 

## المستقبل المحتمل
يشعر البعض بأن الغلاية الكهربية ستنافس في الأسواق في السنوات القادمة بسبب كفائتها والمنافع التي تقدمها عن الغلايات التقليدية. كما يشعر البعض بان لها شعبية كبيرة في السوق والتي ستساعدها في الاستمرارية في الصناعة. كما أن لها قوانين تحكمها أقل من الغلايات المستعملة للوقود التي يجعلها اختيار جذاب لبعض المشترين.